# Шевельов Олександр Анатолійович
Олександр Шевельов (нар. 2 грудня 1987) — український гандболіст РК Єврофарм Пелістер та збірної України.
Він представляв Україну на Чемпіонаті Європи з гандболу серед чоловіків 2020 року.

## Біографія
Перші тренери — Тамара Володимирівна Сурда і Андрій Іванович Сурда.
Крім юнацьких змагань, паралельно виступав за запорізький «ЗАС» у вищій лізі, де дебютував в 14 років.
9 вересня 2011 року підписав однорічний контракт з «Ольборгом».